# Анг Дуонг
Анг Дуонг (кхмер. ព្រះបាទអង់ឌួង; 12 червня 1796 — 19 жовтня 1860) — король Камбоджі, який правив країною в середині XIX століття.

## Життєпис
Був братом короля Анг Чана II.
За своїми поглядами був запеклим противником іноземного впливу на Камбоджу. Після завершення Сіамсько-в'єтнамської війни 1841—1845 років, що відбувалась на території Камбоджі й завершилась компромісом між обома сторонами, Анг Дуонг прийняв подвійний сюзеренітет (від Сіаму та В'єтнаму). Той компроміс став підґрунтям для боротьби з претензіями обох сюзеренів.